# Argynnis hyperbius
Argynnis hyperbius са вид пеперуди от семейство Многоцветници (Nymphalidae).

## Разпространение
Разпространени са в Азия – по външните хребети на Хималаите от Пенджаб до Сиким, в Асам, Горна Бирма, Югоизточен Китай и Тайван до Суматра и Ява.